# Drvenik Veli
La isla Drvenik Veli (en croata: Otok Drvenik Veli) es una isla en la parte croata del Mar Adriático. Está situada en el archipiélago central dálmata, al noroeste de Solta, a 1,8 km del continente. Su superficie es de 12,07 kilómetros cuadrados. El pico más alto alcanza los 178 metros de altura. El único asentamiento de la isla es el pueblo del mismo nombre con una población de 168 personas (según el censo de 2001). La isla fue habitada por primera vez en el siglo XV. En monumentos croatas del siglo XIII, la isla es mencionada como "Gerona" o "Giruan". Las industrias principales son la agricultura, la pesca y el turismo. La costa de la isla está constituida por mucha arena y playas.